# Manganina

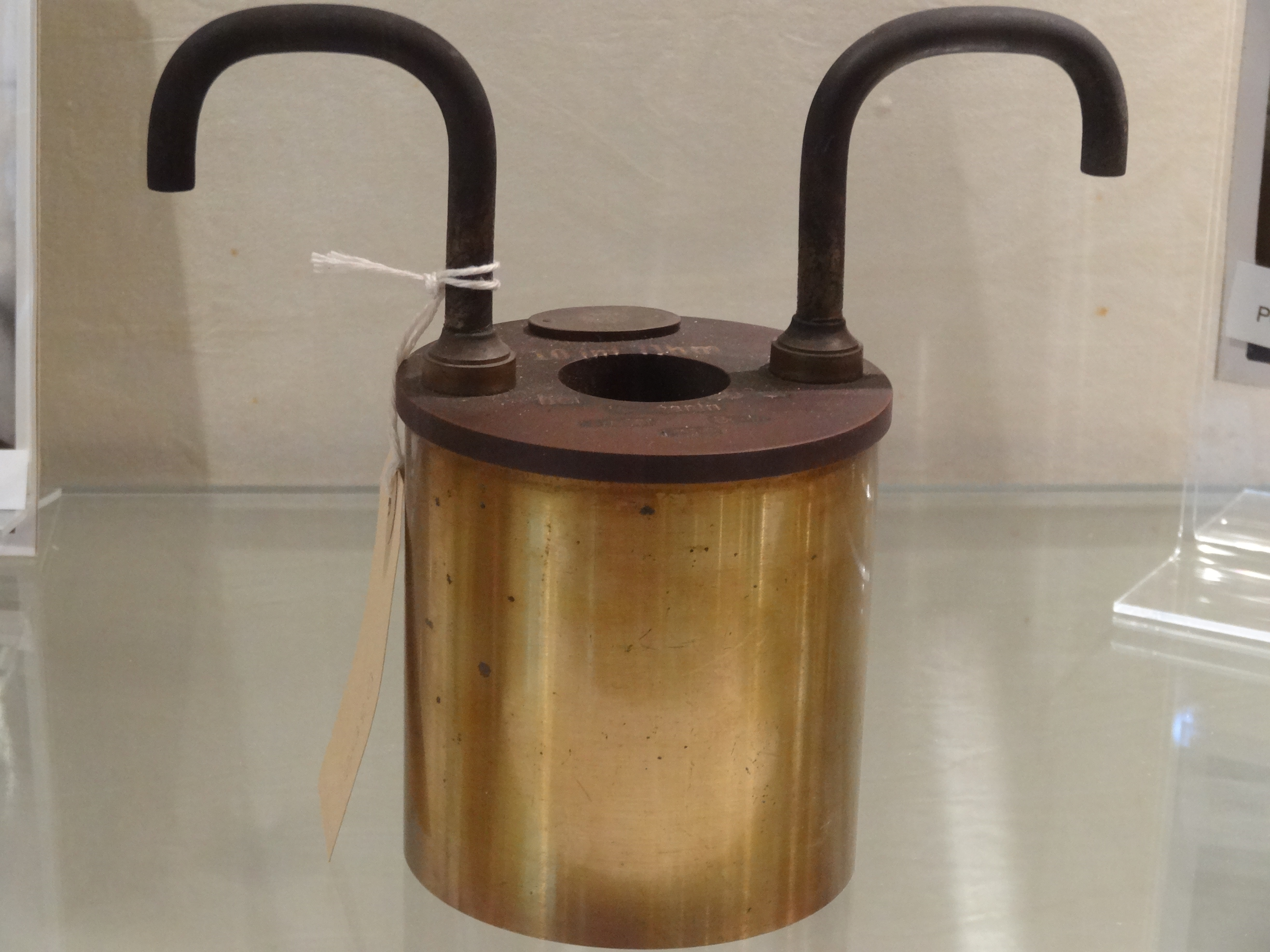
Patrones de resistencia, hechos a base de Manganina

La manganina es una aleación de aproximadamente 82-86% de cobre, 12-15% de manganeso y 2-4% de níquel. La manganina fue desarrollada por Edward Weston en 1892, después de haber inventado el constantán en 1887.
Su característica más importante es un coeficiente térmico de la resistencia eléctrica muy bajo (virtualmente cero), menor incluso que el del constantán, y muy alta estabilidad a largo plazo. Por ello es una aleación muy utilizada en resistencias de medida y de precisión tales como galgas extensiométricas y resistencias shunt. La manganina se utiliza principalmente en la fabricación de termómetros de resistencia debido a su alta resistividad y estabilidad a lo largo de un amplio rango de temperaturas. Estos termómetros se utilizan para medir la temperatura en diversas aplicaciones industriales y científicas, como en la industria automotriz, la industria alimentaria, la investigación científica, entre otros campos.

## Propiedades físicas
La siguiente tabla muestra algunas de las propiedades físicas de la manganina:
| Propiedad                                                        | Valor                                                            |
| ---------------------------------------------------------------- | ---------------------------------------------------------------- |
| Coeficiente térmico de la resistencia eléctrica                  | entre 0,000010 °C-1 y 0,000020 °C-1 (según la fuente consultada) |
| Potencial termoeléctrico respecto al cobre (coeficiente Seebeck) | -1 μV/K                                                          |
| Coeficiente térmico de expansión                                 | 0,0000187 °C-1                                                   |
| Densidad                                                         | 8,2 - 8,4 g/cm³                                                  |